# Jean-Marie Farina

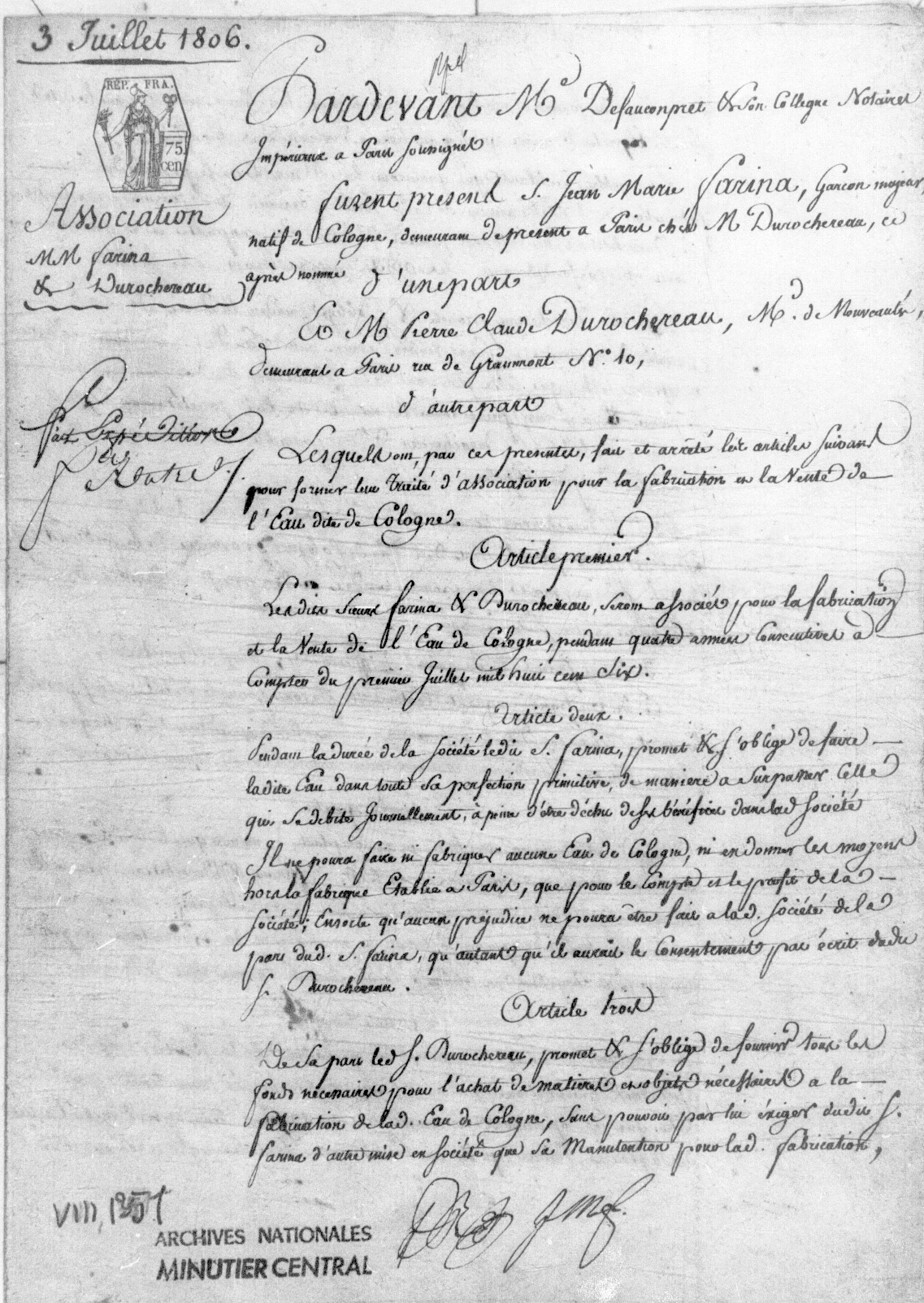
1806

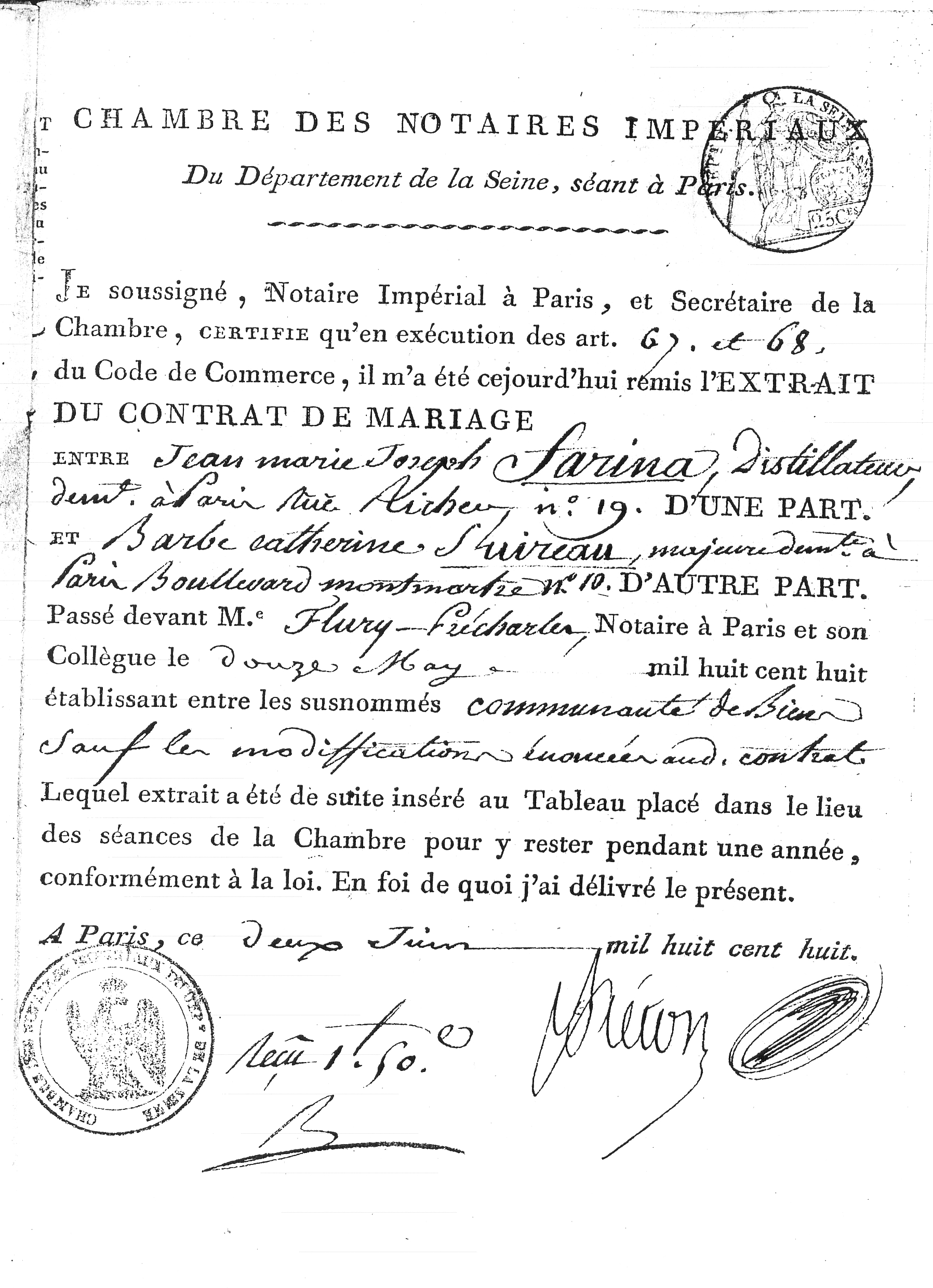
1808

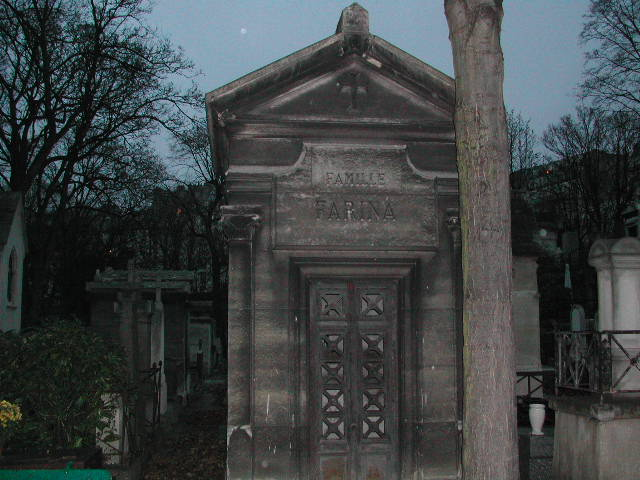
Cimitero di Montmartre 1860

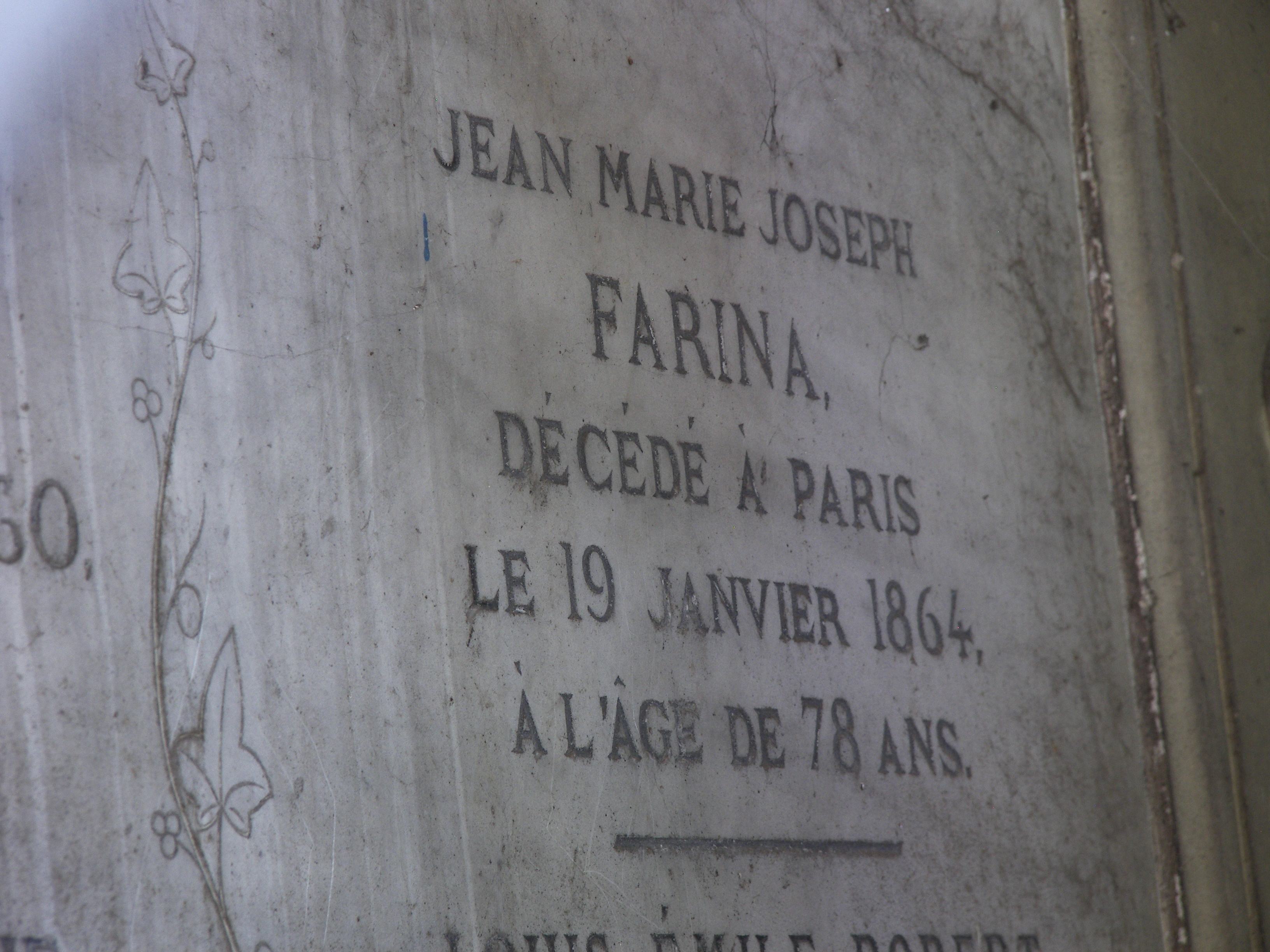
Jean Marie Joseph Farina, 1864 Cimetière de Montmartre, Paris.

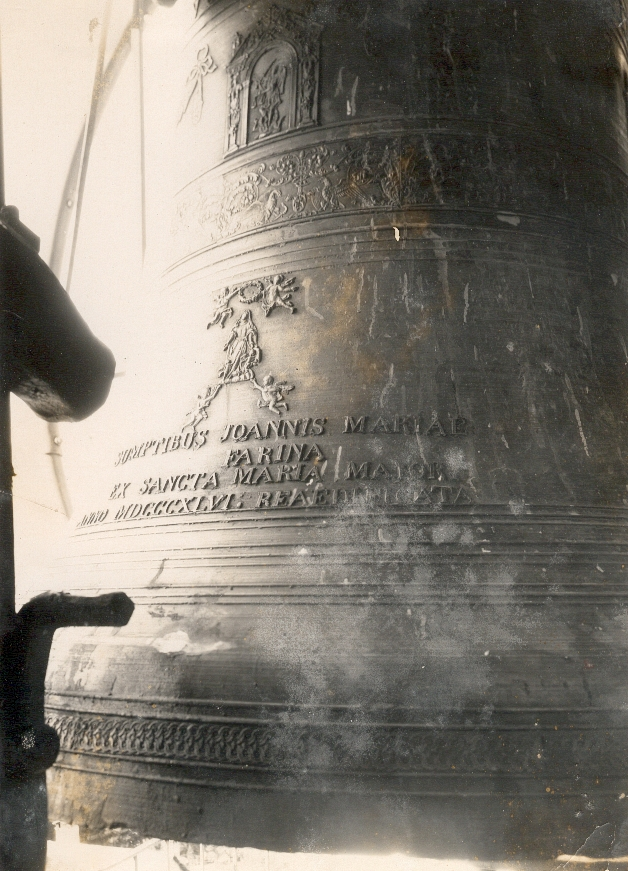
Campana Johannis Maria Farina, Santa Maria Maggiore, 1846.

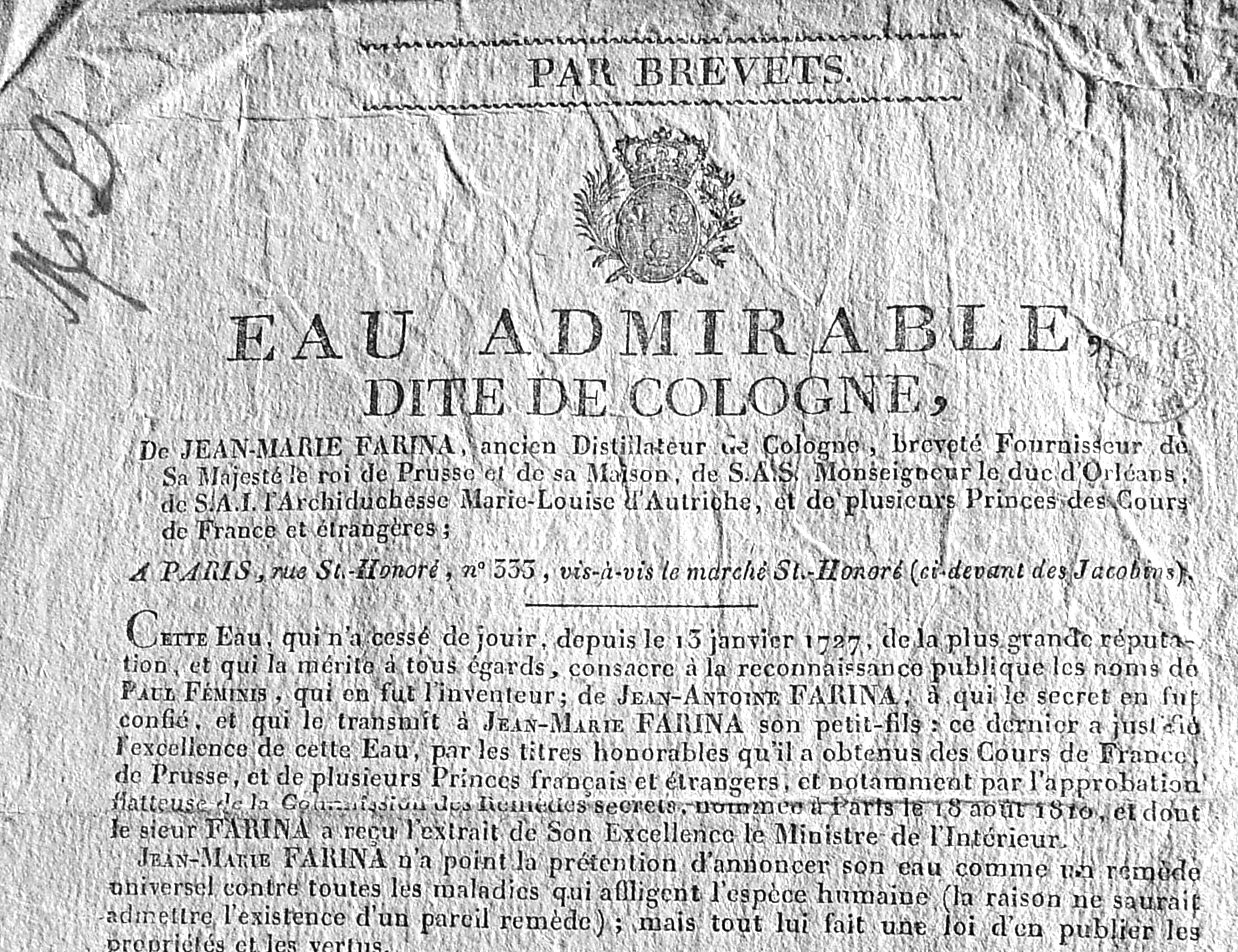
Attestato del 1825 di Jean-Marie Farina (1785-1864), rue St.Honoré nº 333, Parigi, sull'Eau admirable dite de Cologne che - si legge - dal 13 gennaio 1727 non ha cessato di godere della più grande reputazione, inventata da Paolo Feminis, il cui segreto fu confidato a Giovanni Antonio Farina e da questo trasmesso a Jean-Marie Farina.

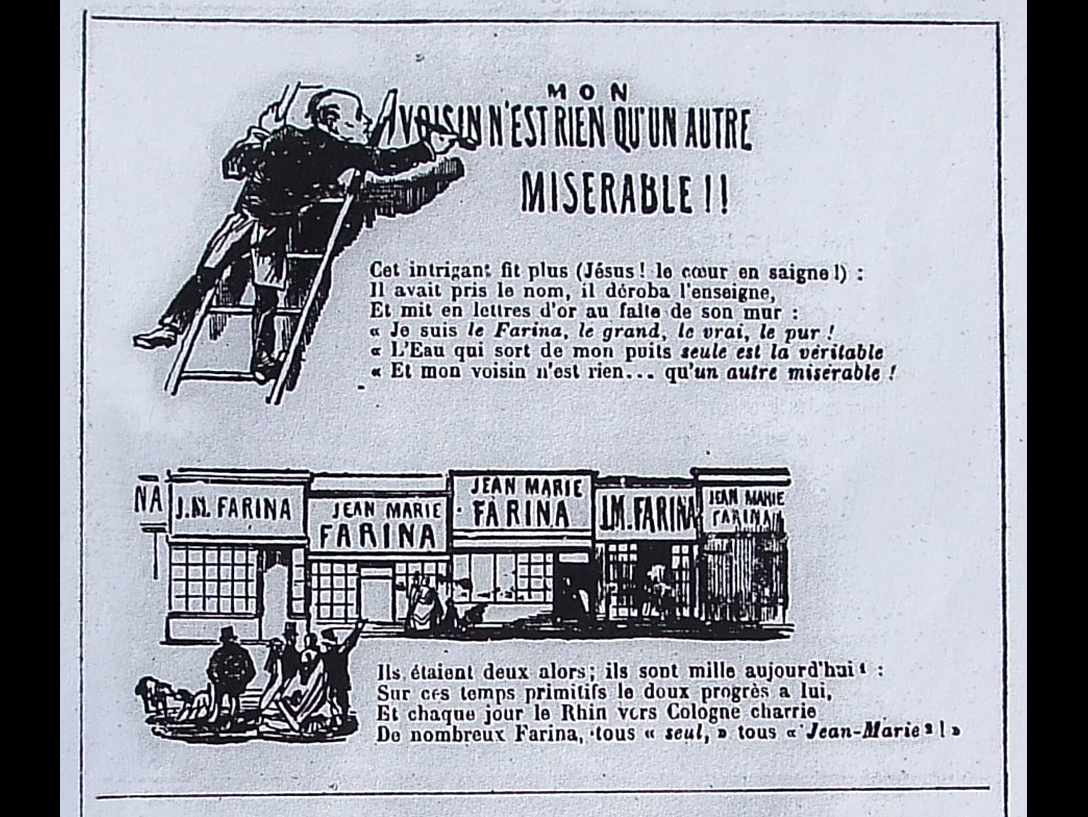
A. Maout scrisse nel 1865 un poema comico, illustrato da Jules Chéret, in cui, tra gli altri, si prende alla berlina il proliferare di ditte con il nome Farina.

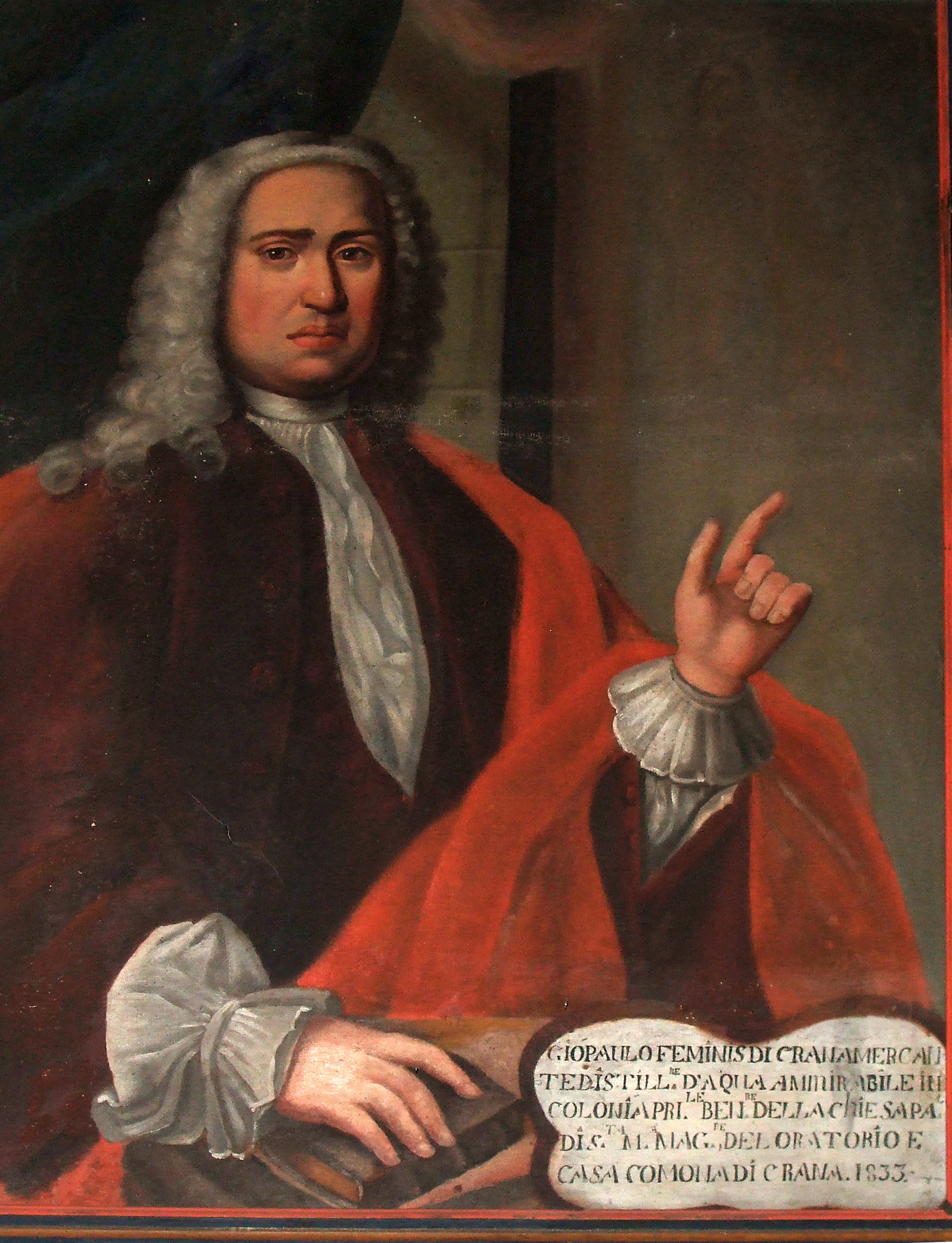
Dipinto di autore anonimo e non datato. Nel retro della tela un testo in francese non firmato attribuisce il ritratto al profumiere di Colonia Giovanni Paolo Feminis (ca 1660-1736). Il dipinto è stato esposto per la prima volta l'11 luglio 2009 alla mostra La mirabilis storia dell'Acqua di Colonia di Santa Maria Maggiore (VB).

Jean Marie Joseph Farina (Santa Maria Maggiore, 3 dicembre 1785 – Parigi, 19 gennaio 1864) fu un noto profumiere, fornitore di Luigi XVIII di Francia, nipote di Giovanni Antonio Farina erede della formula per la produzione di un'Aqua Mirabilis poi di Colonia inventata da Giovanni Paolo Feminis (Crana ca 1660 – Colonia 1736).

## Biografia
Jean Marie Joseph Farina è un altro membro della numerosa dinastia di profumieri Farina variamente imparentati e produttori di Aqua Mirabilis o di Colonia. Tra i precursori è bene ricordare Giovanni Maria Farina (1657-1732) e Giovanni Battista Farina (1683-1732).
Suo padre Carlo Gerolamo Andrea (Santa Maria Maggiore 30 novembre 1750 – Santa Maria Maggiore 7 dicembre 1810), mercante e possidente, sposato con Antonia Maria Borgnis (Santa Maria Maggiore circa 1759 – Santa Maria Maggiore 1º maggio 1819) era il primo di sette tra fratelli e sorelle. Visse nel paese natale, in Val Vigezzo, mentre i fratelli emigrarono in Germania, come già molte famiglie della Valle e come altri parenti Farina.
Carlo Gerolamo Andrea era figlio di Giovanni Antonio Farina (1817-1787), profumiere, titolare a Colonia (Germania) della Zur Stadt Mailand, fiorente azienda commerciale produttrice anche di un'Aqua Mirabilis o di Colonia la cui formula originale, come egli stesso attestò, gli fu trasmessa da un altro emigrato dalla val Vigezzo, Giovanni Paolo Feminis (Crana circa 1660- Colonia1736).
Jean-Marie Farina (il nome completo era Jean-Marie Joseph) apprese proprio in Germania l'arte della profumeria. 
Jean Marie Joseph Farina creò a Parigi nel 1808 la maison Jean Marie Farina di rue St Honoré, nº 333, di fronte al mercato St. Honoré, davanti ai Jacobins. E poco tempo dopo sposerà Barbe Catherine Suireau Durocherau (Parigi circa 1780-Parigi 14 maggio 1860), di una famiglia di profumieri. E fu in concorrenza con suo suocero Suireau-Durochereau che vendeva un'altra Acqua di Colonia prodotta secondo la ricetta di Carlo Francesco Maria Farina (1755-1830).
Il prospetto informativo dell'Acqua di Colonia di Jean-Marie Farina (1785 – 1864) riportava:
Entrepot d’Eau de Cologne
Imperiale del Jean-Marie Farina,
fournisseur breveté
De S.M. l’Imperatrice et reine Marie-Louise
De S.A.I. Madame Mére de S.M. L’Empereur et Roi
Et de plusieurs Princes francais et étrangers
Annunciando l’Acqua mirabile detta Eau de Cologne, il cui segreto è stato lasciato a me, Jean-Marie Farina, nipote di Gian Antonio Farina, uno dei più antichi distillatori di Colonia, pronipote di Paolo Feminis, primo inventore, devo consacrare e giustificare la qualità superiore della mia Eau, utilizzata da centocinquanta anni, mettendo in mostra gli illustri titoli di cui sono onorato dalle Corti di Francia e di Germania, delle quali sono l’unico fornitore. Le insegne che ho il diritto glorioso di poter mettere ovunque io mi annunci attestano sufficientemente i miei diritti a pretendere la fiducia generale; l’esperienza giustifica ogni giorno queste preziose marche della più alta considerazione. Nota: L’approvazione lusinghiera da parte della Commissione dei Rimedi Segreti, nominata in virtù del decreto di S. M. Imperatore e Re in data 18 agosto 1810, di cui ho ricevuto un estratto da Sua Eccellenza il Ministro dell’Interno, conferma la virtù di questa Eau. P.S: Jean-Marie Farina avverte i consumatori di questa Eau che per garantirli dall’avidità dei contraffattori ha deciso di apporre il proprio marchio su tutte le stampe che contornano le proprie fiale. Tutte le casse saranno sigillate con cera verde, rappresentante un’aquila e il nome di Jean-Marie Farina e l’incisione rappresentante le insegne delle Corti di Francia e di Germania.
Il solo deposito per la città.»
Come Giovanni Paolo Feminis non lasciò eredi maschi e trasmise la formula della sua Aqua Mirabilis a Giovanni Antonio Farina, oltre che ad altri Farina, anche Jean-Marie Farina cedette l'azienda nel 1840 a Collas che a sua volta la cedette nel 1862 a Roger&Gallet (oggi Laboratoire Native).